# Trial of the Pyx
Le Trial of the Pyx (littéralement en français Procès de la Pyx) est une cérémonie judiciaire au Royaume-Uni pour s'assurer que les pièces nouvellement frappées de la Royal Mint sont conformes à leurs spécifications dimensionnelles et de finesse requises. Bien que la qualité des pièces soit désormais testée tout au long de l'année dans des conditions de laboratoire, l'événement est devenu une tradition historique annuelle. Chaque année, des milliers de pièces sont jugées, composées à la fois de pièces frappées pour la circulation et de pièces commémoratives non circulantes.
Organisé pour la première fois au XIIe siècle, l'événement se déroule dans le hall de la Worshipful Company of Goldsmiths à Londres, où le sous-maître de la Monnaie (PDG de la Monnaie royale) est traduit en justice devant un juge de la Haute Cour en tant que métallurgiste. Des essayeurs et des dirigeants sélectionnés du monde financier échantillonnent des pièces de la production de la Monnaie. Les boîtes dans lesquelles sont stockées les pièces de monnaie forment l' homonyme de la cérémonie : le mot pyx dérive du grec πυξίς, pyxis signifiant boîte en bois.

## Histoire
Selon les archives du Dialogus de Scaccario, en 1179, le poids et la finesse de la monnaie reçue par l'Échiquier anglais ont été examinés à des fins réglementaires sous la supervision du baron de l'Échiquier. À cette époque, le maître de la Monnaie reçut l'ordre de mettre de côté une pièce pour chaque dix livres d'argent frappées afin qu'elles puissent être testées tous les trois mois. Dans le Red Book of the Exchequer (en), une section, qui aurait été écrite en mai 1279, intitulée forma nova monete (Une nouvelle forme de monnaie) énonce les procédures d'une série régulière d'essais par lesquels le maître de la Monnaie devient responsable des défaillances des normes monétaires. Les pièces devaient être placées dans une boîte avec deux clés, chacune détenue par le maître et le gardien et son contenu testé quatre fois par an.
En 1282, sous le règne d'Édouard I, un bref est émis ordonnant aux barons de mener des Trials of the Pyx dans tout le royaume. La base légale actuelle pour le Trial est la loi de 1971 (Coinage Act 1971 (en)) sur la monnaie, la dernière d'une longue série de lois du Parlement portant le même nom. Des procédures spécifiques sont établies par décret, le plus récent étant le Trial of the Pyx Order 1998, qui a été modifié en 2005, 2012 et 2016.  

## Procédure
Chaque année vers le mois de février, l'événement débute par une réunion qui se tient au Goldsmiths' Hall (salle des orfèvres). Assistent au rassemblement le premier directeur de la Goldsmiths' Company, trois de leurs gardiens, le chef du bureau d'analyse, le Liverymen (en), le sous-maître de la Monnaie, le King's Remembrancer (en) et les hauts commissaires de Nouvelle-Zélande. Le juge président est le King's Remembrancer (ou Queen's Remembrancer lorsque le monarque en exercice est une femme), le Senior Master (en) de la King's Bench Division (en). Il lui incombe de veiller à ce que le procès se déroule conformément à la loi et de rendre le verdict final du jury au Trésor de Sa Majesté. Le lieu et le moment où un procès doit avoir lieu sont à la discrétion du Trésor, bien qu'il doive y avoir un procès chaque année au cours de laquelle la Royal Mint émet des pièces.
Les pièces à tester sont tirées de la production régulière de la Royal Mint. Le sous-maître de la Monnaie doit, tout au long de l'année, sélectionner au hasard plusieurs milliers de pièces et les mettre de côté pour le procès. Celles-ci doivent être dans une certaine proportion fixe avec le nombre de pièces produites. Par exemple, pour 5 000 pièces bimétalliques émises, une doit être mise de côté, alors que pour la monnaie en argent, la proportion est de une sur 150.
Le jury est composé d'au moins six essayeurs de la Compagnie des Orfèvres. Ils ont deux mois pour tester les pièces fournies et décider si elles ont été correctement frappées. Des critères sont donnés pour le diamètre, la composition chimique et le poids pour chaque classe de monnaie. Selon le nombre de pièces testées, il y a un nombre variable de jurés nécessaires. Assis le long d'une table, les jurés reçoivent des paquets de 50 pièces maximum, par un fonctionnaire de la Royal Mint, qu'ils doivent compter. Chaque juré sélectionne une pièce de la pile, la place dans un bol en cuivre et elle est ensuite envoyée pour être analysée. Les pièces restantes sont soit envoyées pour être pesées, soit pesées à table. Les petites coupures qui sont plus nombreuses sont comptées par machine. 
Au bureau d'essai de l'entreprise, les pièces qui ont été placées dans les bols en cuivre sont fondues et formées en plaques où leur finesse et leur poids peuvent être comparés à une plaque d'essai correspondante qui sert de référence. Après trois mois d'épreuves, une cérémonie présidée par le King's Remembrancer a lieu, durant laquelle le verdict final est rendu.
Si la monnaie est jugée inférieure aux normes, le procès est passible d'une amende, d'une destitution ou d'une peine d'emprisonnement pour le maître de la Monnaie. Le dernier maître de la Monnaie à être puni fut Isaac Newton en 1696.